# メラフロキサシン
メラフロキサシン（英：Merafloxacin）はフルオロキノロン系抗菌薬で、SARSコロナウイルス2ゲノムのフレームシフトに必要なシュードノット形成を阻害する。SARSコロナウイルス2に対する有望な薬剤候補である。